# Weißlippen-Schlange
Die Weißlippen-Schlange (Crotaphopeltis hotamboeia) ist eine Schlangenart aus der Gattung Crotaphopeltis innerhalb der Familie der Eigentlichen Nattern.

## Merkmale

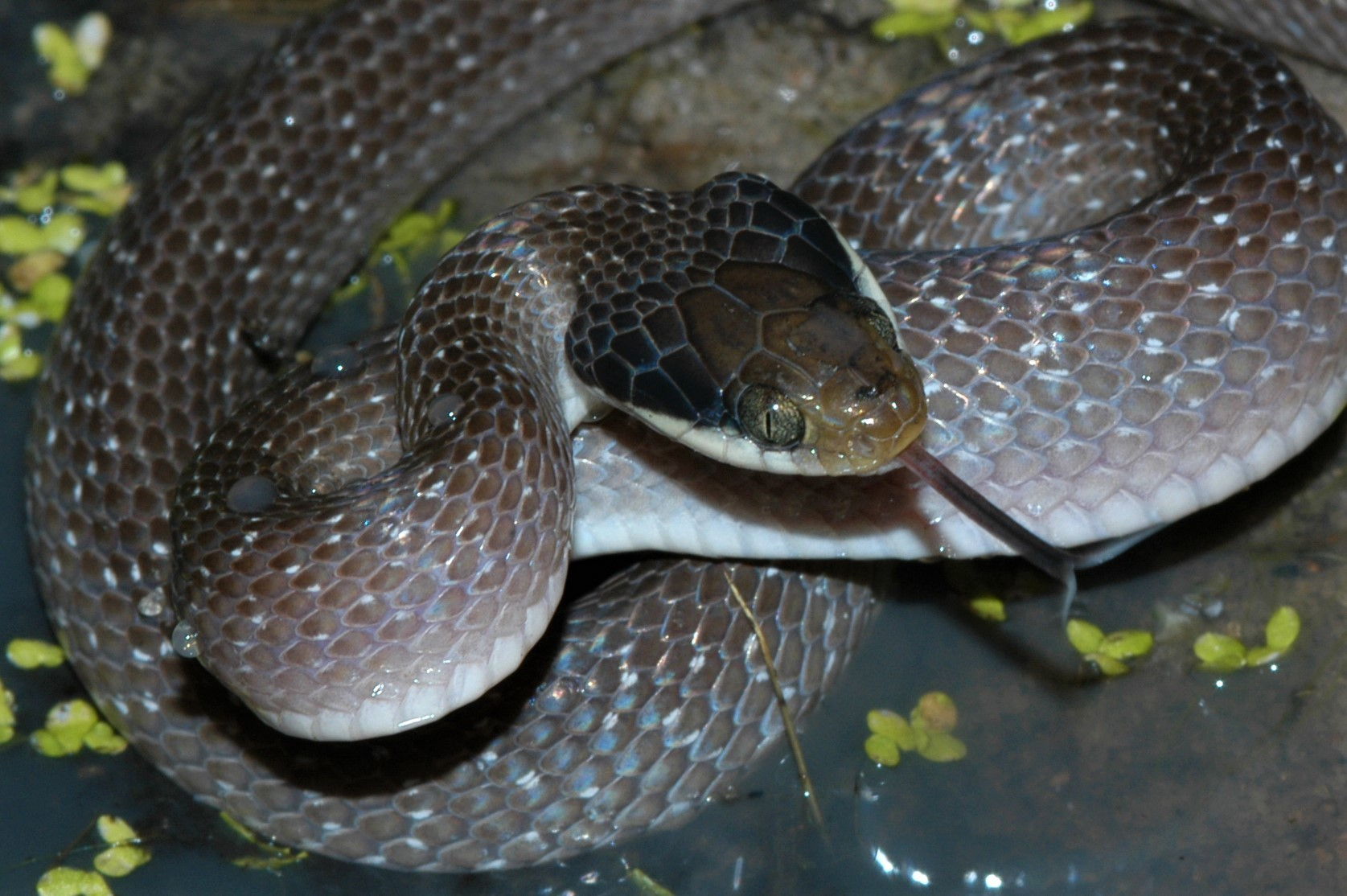
Eine Weißlippen-Schlange im Liuwa-Plain-Nationalpark

Die Weißlippen-Schlange hat eine durchschnittliche Länge von 70 Zentimetern, kann aber auch bis etwa 1 Meter lang werden. Die Beschuppung ist dorsal grau, olivfarben, braun oder schwarz und weist üblicherweise weiße Flecken auf, die bei jüngeren Tieren Querbänder bilden können. Die dorsalen Schuppen sind gekielt und an der Körpermitte in 17 bis 21 Reihen angeordnet. Die Weißlippen-Schlange weist bei Männchen 31–57 bzw. bei Weibchen 25–51 Subcaudalia (Schuppen auf der Schwanzunterseite) auf. Der Hemipenis reicht von der siebten bis zur vierzehnten Subcaudale. Die Subcaudalia und Ventralia (Bauchschuppen) sind weiß bis cremefarben oder blass braun. Anders als der Trivialname Weißlippen-Schlange andeutet, kann die Oberlippe in einigen Regionen neben weiß auch auffällig rot bis gelb gefärbt sein. Die Schläfen weisen einen bläulich- bis violett-schwarzen Fleck auf. Der Kopf ist insgesamt dunkler gefärbt als der Körper.
Die Schlangenart ist nur schwach giftig, sodass sie für den Menschen oder Haustiere keine Gefahr darstellt.

## Lebensweise
Die Weißlippen-Schlange ist nachtaktiv und terrestrisch. Sie kommt in einer Reihe von feuchten Lebensräumen vor, darunter in Wäldern, Savannen, Hügelland und Sumpfgebieten. In Regenwäldern ist sie nicht anzutreffen. Zu ihrer Beute zählen hauptsächlich Frösche, seltener auch Eidechsen oder kleine Säugetiere. Zu den natürlichen Feinden der Weißlippen-Schlange gehören andere Schlangen und Giftspinnen der Gattung der Echten Witwen (Latrodectus). Fühlt sie sich bedroht, zieht sie den Kopf mit offenem Mund in eine auffällige Position zurück. Die Art ist ovipar. Die Weibchen legen im Frühsommer Gelege von 6 bis 19 Eiern. Es wurden Schlangen beobachtet, die ein Alter von 10 bis 15 Jahren erreichten.

## Verbreitung
Die Weißlippen-Schlange ist in Subsahara-Afrika verbreitet. Nicht verbreitet ist sie jedoch in Mauretanien und den trockeneren Gebieten im Norden von Mali, Niger und Tschad. Auch im trockenen Nordosten Kenias ist sie kaum anzutreffen. Die Weißlippen-Schlange kommt bis etwa 2000 Meter Höhe vor. Die Art wird von der IUCN aufgrund ihres großen Verbreitungsgebiets als nicht gefährdet (least concern) eingestuft.

## Systematik
Die Art wurde 1768 von Josephus Laurenti als Coronella hotamboeia erstbeschrieben. Es werden keine Unterarten unterschieden.